# Bennerstedt
Bennerstedt ist ein Naturschutzgebiet in der niedersächsischen Gemeinde Scharnebeck im Landkreis Lüneburg.
Das Naturschutzgebiet mit dem Kennzeichen NSG LÜ 158 ist 152 Hektar groß. Es liegt nordwestlich von Scharnebeck und den nördlich der Kreisstraße 29 liegenden Teil des Forstgebietes „Die Bennerstedt“ unter Schutz. Im Osten grenzt das Naturschutzgebiet an den Elbe-Seitenkanal, im Norden und Westen schließen landwirtschaftliche Nutzflächen an.
Das Waldgebiet wird von Hainbuchen-Stieleichenwald geprägt. In feuchteren Lagen sind auch Erlen-Eschen-Bruchwald zu finden. Der Ausbau der Neetze und der Bau des Elbe-Seitenkanals in den 1960er Jahren führte zum Ausbleiben der bis dahin vorkommenden Überflutungen des Waldgebietes sowie zu einer großflächigen Grundwasserabsenkung. Durch wasserrückhaltende Maßnahmen soll die Waldgesellschaft im Naturschutzgebiet wieder zu solchen feuchterer Lagen zurückgeführt werden.
Das 1987 ausgewiesene, 29,9 Hektar große, gleichnamige Naturwaldreservat ist Bestandteil des Naturschutzgebietes. Dieser wird überwiegend von Erlen-Eschenwald geprägt und ist vor unmittelbaren menschlichen Einflüssen geschützt. Der Wald im übrigen Schutzgebiet wird unter Berücksichtigung der Bildung bzw. Erhaltung naturnaher Waldgesellschaften forstwirtschaftlich bewirtschaftet.
Das Gebiet steht seit dem 2. Januar 1988 unter Naturschutz. Zuständige untere Naturschutzbehörde ist der Landkreis Lüneburg.